# Doenitzius
Doenitzius is een geslacht van spinnen uit de familie hangmatspinnen (Linyphiidae).

## Soorten
De volgende soorten zijn bij het geslacht ingedeeld:
- Doenitzius peniculus Oi, 1960
- Doenitzius pruvus Oi, 1960